# Astrid Carøe
Astrid Carøe, née le 12 juillet 1994 à Copenhague (Danemark), est une femme politique danoise, membre du Parti populaire socialiste.

## Biographie
Astrid Carøe est diplômée en sciences politiques à l'université de Copenhague.
Engagée au sein du Parti populaire socialiste, elle occupe différentes responsabilités dans le mouvement de jeunesse du parti à partir de 2010. Elle est candidate aux élections municipales de novembre 2013 à Sorø, mais échoue à remporter un siège.
Elle est élue députée au Folketing lors des élections législatives de juin 2019. Lors de son premier mandat, elle est la porte-parole de son groupe parlemetaire sur les questions de jeunesse, d'enseignement supérieur, de recherche, d'égalité et de communauté LGBT+.
Elle est réélue pour un second mandat lors des élections législatives de novembre 2022. Après le scrutin, elle conserve ses rôles au sein de son groupe de son premier mandat, sauf ceux sur l'enseignement supérieur et la recherche, et reprend le rôle de porte-parole pour la santé au travail.